# Соломоновы Острова на летних Олимпийских играх 2016
Соломоновы Острова на летних Олимпийских играх 2016 года будут представлены как минимум одной спортсменкой в тяжёлой атлетике. Эта Олимпиада станет девятой в олимпийской истории страны.

## Состав сборной
Лёгкая атлетика
1. Росефело Сиоси
2. Шэрон Фирисуа

 Тяжёлая атлетика
1. Дженли Тегу Вини

## Результаты соревнований

### Лёгкая атлетика
Мужчины
Беговые дисциплины
| Дисциплина         | Спортсмен      | Предварительный раунд | Предварительный раунд | Предварительный раунд | Четвертьфиналы | Четвертьфиналы | Четвертьфиналы | Полуфиналы    | Полуфиналы    | Полуфиналы    | Финал                | Финал                |
| Дисциплина         | Спортсмен      | Забег                 | Время                 | Место                 | Забег          | Время          | Место          | Забег         | Время         | Место         | Время                | Место                |
| ------------------ | -------------- | --------------------- | --------------------- | --------------------- | -------------- | -------------- | -------------- | ------------- | ------------- | ------------- | -------------------- | -------------------- |
| бег на 5000 метров | Росефело Сиоси | 1                     | 15:47,76              | 25                    | Не проводится  | Не проводится  | Не проводится  | Не проводится | Не проводится | Не проводится | Завершил выступление | Завершил выступление |

Женщины
Беговые дисциплины
| Дисциплина         | Спортсмен     | Предварительный раунд | Предварительный раунд | Предварительный раунд | Четвертьфиналы | Четвертьфиналы | Четвертьфиналы | Полуфиналы    | Полуфиналы    | Полуфиналы    | Финал                 | Финал                 |
| Дисциплина         | Спортсмен     | Забег                 | Время                 | Место                 | Забег          | Время          | Место          | Забег         | Время         | Место         | Время                 | Место                 |
| ------------------ | ------------- | --------------------- | --------------------- | --------------------- | -------------- | -------------- | -------------- | ------------- | ------------- | ------------- | --------------------- | --------------------- |
| бег на 5000 метров | Шэрон Фирисуа | 1                     | 18:01,62              | 15                    | Не проводится  | Не проводится  | Не проводится  | Не проводится | Не проводится | Не проводится | Завершила выступление | Завершила выступление |

### Тяжёлая атлетика
Женщины
| Категория | Спортсмен        | Вес   | Рывок | Рывок | Рывок | Толчок | Толчок | Толчок | Всего | Место |
| Категория | Спортсмен        | Вес   | 1     | 2     | 3     | 1      | 2      | 3      | Всего | Место |
| --------- | ---------------- | ----- | ----- | ----- | ----- | ------ | ------ | ------ | ----- | ----- |
| до 58 кг  | Дженли Тегу Вини | 57,50 | 80    | 84    | 87    | 100    | 104    | 109    | 188   | 15    |